# Clint Dempsey
Clinton Drew Dempsey (Nacogdoches, 9 marzo 1983) è un ex calciatore statunitense, di ruolo centrocampista o attaccante.
Con 57 reti all'attivo è il miglior marcatore nella storia della nazionale statunitense a pari merito con Landon Donovan.
Affermatosi nel calcio inglese, si è aggiudicato tre volte (2007, 2011 e 2012) il riconoscimento U.S. Soccer Athlete of the Year, riservato al miglior calciatore statunitense della stagione.

## Biografia
È cresciuto a Nacogdoches, in Texas, in una situazione poco agiata: la famiglia viveva in una roulotte e il giovane non aveva neanche i soldi per potersi spostare per gli allenamenti. Dempsey ha giocato per una delle migliori squadre di calcio giovanili dello Stato, i Dallas Texans, prima di giocare per la squadra della Furman University. Nel 2004 si è trasferito ai New England Revolution, club militante nella Major League Soccer, dove ben presto è diventato titolare. Inizialmente ostacolato da un infortunio alla mascella, avrebbe poi segnato 25 gol in 71 presenze con i Revolution. Dal 2007, Dempsey gioca in Premier League con il Fulham dove si è guadagnato il record del club per maggior numero di reti segnate in partite della Premier League. Il 31 agosto 2012, Dempsey si è unito al Tottenham Hotspur con un contratto di tre anni per 6 milioni di sterline, rendendolo il giocatore statunitense più pagato di tutti i tempi.
Sposato con Bethany Keegan Dempsey, i due hanno una figlia e un figlio.
Appassionato di musica hip hop, nel 2006, insieme a noti rapper, ha composto il brano Don't Tread, utilizzato poi in una campagna pubblicitaria della Nike. Nel finale del video della canzone appare Dempsey mentre depone dei fiori sulla tomba della defunta sorella, alla memoria della quale è dedicato il video stesso.

## Caratteristiche tecniche
Calciatore veloce e dalla buona capacità realizzativa, era dotato di buon dribbling e di un tiro potente, che gli consentivano di realizzare sia dalla lunga che dalla breve distanza. Poteva essere schierato come centrocampista esterno o come seconda punta. Era noto per la sua tenacia e resistenza dopo aver giocato due partite con la mascella fratturata ed una con una caviglia distorta ad inizio carriera. Nelle azioni offensive, partiva spesso dalla fascia per poi accentrarsi palla al piede.

## Carriera

### Club

#### New England Revolution
Nel 2004, alla sua prima stagione nella Major League Soccer (MLS), Dempsey segna 7 goal con la maglia dei New England Revolution giocando 26 delle 27 partite di campionato. Grazie alle buone prestazioni fornite, viene nominato miglior esordiente di quella stagione. Nel 2005 totalizza 10 reti e 9 assist in 26 partite, e viene inserito tra i migliori undici giocatori dell'annata in MLS. Nella sua terza stagione con il club, Dempsey segna 8 reti ma deve saltare per infortunio gran parte dei play-off. Rientra come sostituto per la finale del campionato, persa come l'anno precedente.
Gli ottimi risultati ottenuti dal giovane calciatore finiscono con l'attirare l'interesse di alcuni club europei. Nell'agosto 2006 è il Charlton Athletic, squadra della Premiership inglese, a offrire 1,5 milioni di dollari alla MLS per il suo cartellino. La MLS ritiene però la cifra troppo bassa e rifiuta, scatenando le ire di Dempsey, che sente la necessità di confrontarsi con il calcio europeo per continuare a migliorarsi.

#### Fulham
Dempsey inizia la stagione 2006-2007 sempre con la maglia dei New England, ma a dicembre arriva l'offerta del Fulham, squadra londinese della massima divisione inglese, che offre 4 milioni di dollari (allora la cifra più alta mai pagata per un calciatore statunitense) e stavolta l'affare va in porto. Il 20 gennaio 2007 esordisce in Premiership contro il Tottenham, ma nella sua prima stagione europea non viene schierato spesso in campo. Il 5 maggio 2007 segna la sua prima rete nel campionato inglese, che vale la vittoria per 1-0 sul Liverpool e si rivela fondamentale per evitare la retrocessione.
Nella stagione 2007-2008 Dempsey trova più spazio e conclude il campionato con 36 presenze e 6 gol. Nel maggio 2008 rinnova il contratto con i londinesi fino al 2010. Nella stagione 2008-2009, la media realizzativa di Dempsey è migliore con 7 reti in 35 partite. Di rilievo due doppiette entrambe decisive: una al Chelsea il 28 dicembre 2008 nella partita terminata 2-2 e una al Manchester City il 12 aprile 2009 nella partita terminata 3-1, in cui è stato nominato man of the match.. Il 13 agosto 2009, prolunga il suo contratto con il club londinese fino al giugno 2013. Il 18 marzo 2010, nel ritorno degli ottavi di finale di Europa League, ha segnato un gol alla Juventus con un pregevole pallonetto che ha determinato il definitivo 4-1 per il Fulham e l'eliminazione dei bianconeri, vincitori per 3-1 all'andata. Il 7 gennaio 2012 realizza la sua prima tripletta della carriera, nella partita contro il Charlton Athletic (terminata 4-0) negli ottavi di finale di FA Cup. Due settimane dopo si ripete, realizzando un'altra tripletta nella partita di Premier League Fulham-Newcastle (5-2). Con la doppietta siglata nel 3-0 contro il Bolton, Dempsey arriva a 15 goal in campionato, sorpassando il precedente record di 13 goal in Premier League di Louis Saha ,come miglior realizzatore del Fulham in una singola stagione. Chiude la stagione 2011-2012 con 23 gol, di cui 17 in campionato, che gli valgono il quarto posto nella classifica marcatori.

#### Tottenham
Il 31 agosto 2012 viene ceduto all'altra compagine londinese del Tottenham, con cui firma un contratto triennale. Con la nuova squadra, Dempsey segna per la prima volta in settembre siglando il gol decisivo nella vittoria esterna per 3-2 in campionato contro il Manchester Utd. Era da 23 anni che il Tottenham non vinceva all'Old Trafford. Si ripete contro lo United nel gennaio 2013 nella partita di ritorno, segnando in pieno recupero il gol del definitivo 1-1, il suo quarto in 4 partite del 2013. In aprile segna il primo dei tre gol con cui gli Spurs sconfiggono 3-1 il Manchester City a White Hart Lane. Dempsey chiude la sua esperienza con il Tottenham segnando 7 reti in 29 partite di Premier League.

#### Seattle Sounders FC
Nell'agosto del 2013, Dempsey torna nella lega statunitense MLS firmando un contratto quadriennale con i Seattle Sounders FC, che lo acquistano dal Tottenham per 9 milioni di dollari. Con la squadra di Seattle, eliminata nei quarti dei play-off, Dempsey sigla 1 rete in 9 incontri di campionato per poi tornare al Fulham nella sessione invernale di calcio mercato.

#### Ritorno al Fulham
Nel dicembre 2013 Dempsey firma un contratto di due mesi con il Fulham, a cui è stato ceduto in prestito dal Seattle. Il nuovo debutto avviene il 4 gennaio 2014, in una partita di FA Cup contro il Norwich City. Chiude la breve parentesi inglese con 5 partite di campionato e nessuna rete.

#### Ritorno ai Seattle Sounders

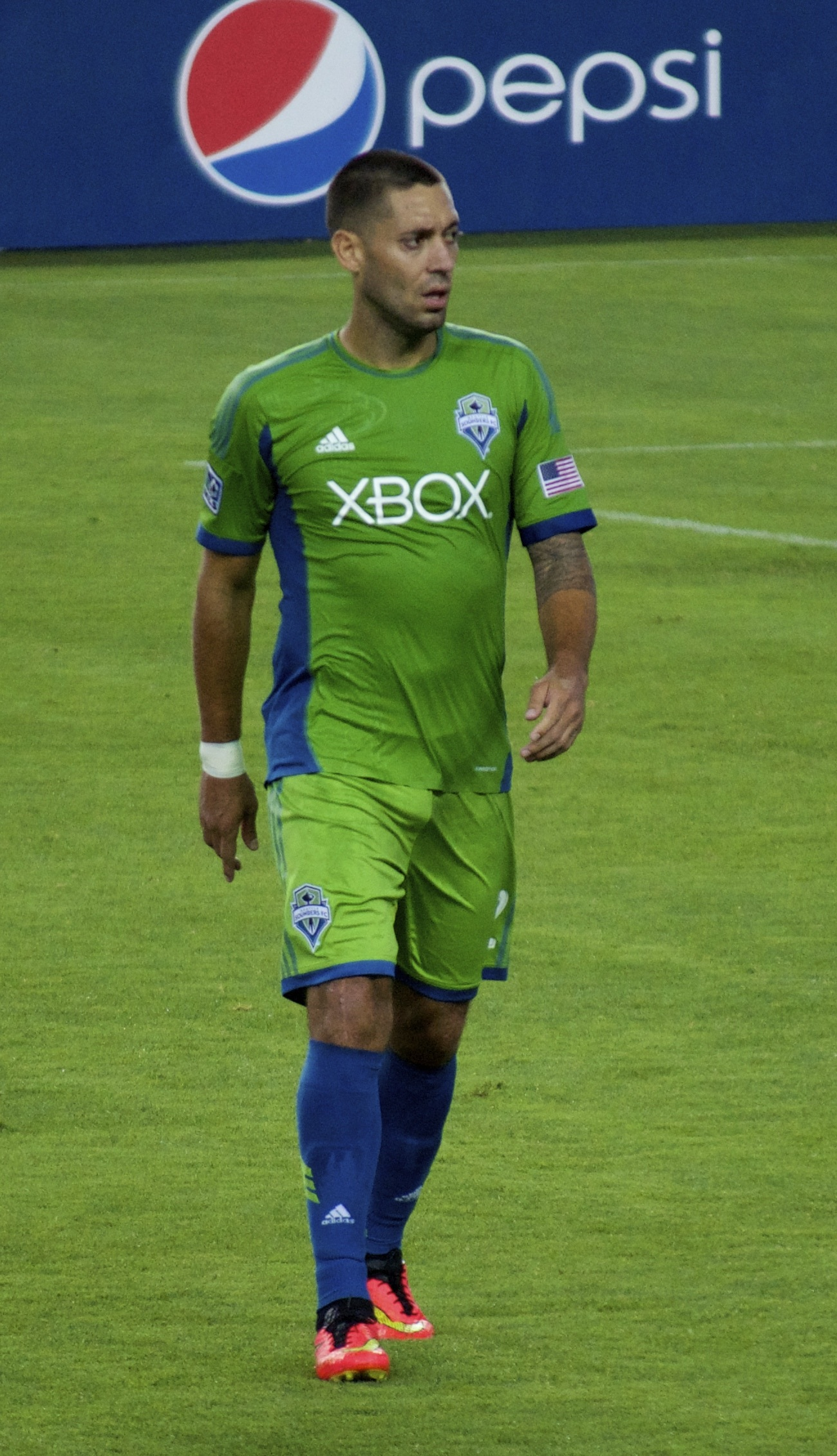
Dempsey con i Seattle Sounders FC nel 2014.

Ritorna ai Seattle per il debutto nella stagione 2014, avvenuto il 10 marzo contro lo Sporting Kansas City. Mette a segno una tripletta contro i Portland Timbers, che avevano eliminato i Sounders nei precedenti play-off, ed un totale di 8 gol in 9 partite prima della pausa per i mondiali brasiliani.
Inizia la stagione 2015 segnando una doppietta nella rotonda vittoria per 3-0 ai danni dei New England Revolution.
La stagione 2016 vede Dempsey interrompere l'attività agonistica nel mese di settembre a causa di problemi al cuore e mentre è fermo i suoi compagni vincono la Mls battendo ai rigori Toronto.
Comincia la stagione 2017 dopo uno stop di diversi mesi a causa di problemi cardiaci con una rete nella sconfitta per 2-1 sul campo degli Houston Dynamo e trascina i Sounders alla seconda finale di Mls consecutiva: saranno 15 i centri a fine stagione, che vede l'epilogo nella finale persa 2-0 contro Toronto.
Il 24 giugno 2018 con la rete segnata ai Chicago Fire, suo primo goal in campionato, diventa il miglior marcatore dei Sounders in regular season con 47 gol, raggiungendo Fredy Montero. A causa di prestazioni insufficienti perde il posto da titolare e il 29 agosto successivo annuncia il ritiro dal calcio.

### Nazionale

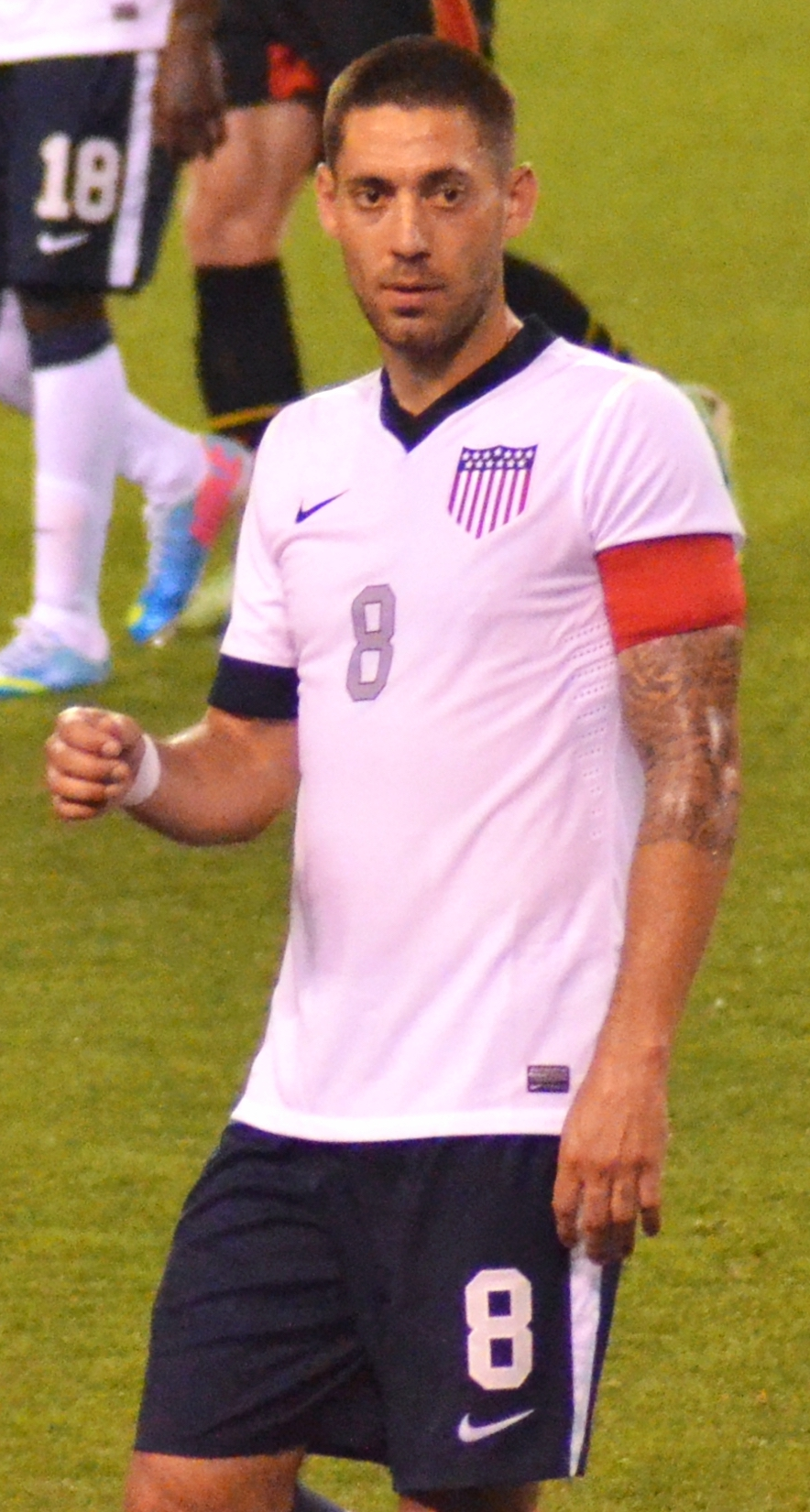
Clint Dempsey con la nazionale statunitense nel 2013.

Dempsey esordisce con la nazionale maggiore il 17 novembre 2004, in un match contro la Giamaica.
Il 2 maggio 2006 è stato inserito nella lista dei 23 convocati per il campionato mondiale di calcio 2006 che si disputano in Germania. È stato l'unico giocatore degli Stati Uniti a segnare un goal durante i suddetti mondiali, una rete che però non evitò la sconfitta per 2-1 contro il Ghana.
Ha partecipato alla Gold Cup 2005 e alla Gold Cup 2007, vinte entrambe dagli Stati Uniti, nelle quali Dempsey ha segnato una rete in entrambe le edizioni.
Nel giugno 2009 ha partecipato alla Confederations Cup in cui ha segnato 3 gol, di cui uno in semifinale contro la Spagna e uno nella finale persa contro il Brasile. In questa competizione è risultato il miglior marcatore statunitense ed è stato premiato con il Bronze Ball assegnato al terzo miglior giocatore del torneo.
Il 12 giugno 2010 segna contro l'Inghilterra il primo gol degli USA nel Mondiale in Sudafrica, con la complicità del portiere Green. Grazie a questa rete è diventato il secondo americano (dopo Brian McBride) a segnare in più di un mondiale.
Il 29 febbraio 2012, con un tiro radente sul secondo palo su assist di Jozy Altidore, firma la vittoria per 1-0 degli Stati Uniti sull'Italia, nell'incontro amichevole disputato allo Stadio Luigi Ferraris di Genova.
Capitano della spedizione americana, al campionato mondiale di calcio 2014, va a segno all'esordio, dopo 29 secondi dall'inizio della partita vinta dagli USA per 2-1 contro il Ghana, è il 5º gol più veloce della storia dei mondiali. Si rompe poi il naso in uno scontro di gioco ma resta in campo fino alla fine, e gli viene assegnato il premio di uomo partita. Nell'incontro successivo, pareggiato 2-2 con il Portogallo, gioca senza alcuna protezione al naso e segna la seconda rete statunitense per il provvisorio 2-1.
Prima della Gold Cup 2015, Jurgen Klinsmann decide di togliere la fascia di capitano a Dempsey per consegnarla a Michael Bradley. Il 7 luglio 2015, nella partita di esordio della Gold Cup 2015, trascina gli USA nella vittoria contro l'Honduras (2-1) mettendo a segno una doppietta, la quarta con la nazionale. Il 18 luglio seguente, durante i quarti di finale della Gold Cup, realizza contro Cuba la sua prima tripletta (Hat Trick) con la nazionale statunitense.
Viene convocato per la Copa América Centenario negli Stati Uniti.. Il 3 giugno 2017 viene inserito nella lista dei 40 pre-convocati dal ct Bruce Arena alla Gold Cup 2017. Il 22 luglio 2017 grazie alla rete messa a segno in semifinale contro la Costa Rica raggiunge al primo posto Landon Donovan nella classifica dei migliori realizzatori di sempre della propria nazionale. Ritiratosi dal calcio giocato il 29 agosto 2018, la sua ultima presenza resta quella nella sconfitta per 2-1 contro Trinidad e Tobago, ultima gara delle qualificazioni che ha sancito l'eliminazione della nazionale statunitense dal mondiale 2018.

## Statistiche

### Presenze e reti nei club
Statistiche aggiornate al termine della carriera
| Stagione                | Squadra                 | Campionato              | Campionato | Campionato | Coppe nazionali | Coppe nazionali | Coppe nazionali | Coppe continentali | Coppe continentali | Coppe continentali | Altre coppe | Altre coppe | Altre coppe | Totale | Totale |
| Stagione                | Squadra                 | Comp                    | Pres       | Reti       | Comp            | Pres            | Reti            | Comp               | Pres               | Reti               | Comp        | Pres        | Reti        | Pres   | Reti   |
| ----------------------- | ----------------------- | ----------------------- | ---------- | ---------- | --------------- | --------------- | --------------- | ------------------ | ------------------ | ------------------ | ----------- | ----------- | ----------- | ------ | ------ |
| 2004                    | N.E. Revolution         | MLS                     | 24+3       | 7+0        | USOC            | 1               | 0               |                    | 0                  | 0                  |             | -           | -           | 28     | 7      |
| 2005                    | N.E. Revolution         | MLS                     | 26+4       | 10+1       | USOC            | 0               | 0               | -                  | -                  | -                  |             | -           | -           | 30     | 11     |
| 2006                    | N.E. Revolution         | MLS                     | 21+2       | 8+0        | USOC            | 1               | 0               |                    | 2                  | 0                  |             | -           | -           | 26     | 8      |
| Totale New England      | Totale New England      | Totale New England      | 71         | 25         |                 | 2               | 0               |                    | 2                  | 0                  |             | 9           | 1           | 84     | 26     |
| 2006-2007               | Fulham                  | PL                      | 10         | 1          | FACup+CdL       | 2+0             | 0               | -                  | -                  | -                  | -           | -           | -           | 12     | 1      |
| 2007-2008               | Fulham                  | PL                      | 36         | 6          | FACup+CdL       | 2+2             | 0               | -                  | -                  | -                  | -           | -           | -           | 40     | 6      |
| 2008-2009               | Fulham                  | PL                      | 35         | 7          | FACup+CdL       | 5+1             | 1+0             | -                  | -                  | -                  | -           | -           | -           | 41     | 8      |
| 2009-2010               | Fulham                  | PL                      | 29         | 7          | FACup+CdL       | 2+0             | 0               | UEL                | 13                 | 2                  | -           | -           | -           | 44     | 9      |
| 2010-2011               | Fulham                  | PL                      | 37         | 12         | FACup+CdL       | 3+2             | 0+1             | -                  | -                  | -                  | -           | -           | -           | 42     | 13     |
| 2011-2012               | Fulham                  | PL                      | 37         | 17         | FACup+CdL       | 2+0             | 3+0             | UEL                | 7                  | 3                  | -           | -           | -           | 46     | 23     |
| 2012-2013               | Tottenham               | PL                      | 29         | 7          | FACup+CdL       | 2+2             | 3+0             | UEL                | 10                 | 2                  | -           | -           | -           | 43     | 12     |
| ago. 2013               | Seattle Sounders FC     | MLS                     | 9+3        | 1+0        | USOC            | 0               | 0               | -                  | -                  | -                  |             | -           | -           | 12     | 1      |
| gen.-mar. 2014          | Fulham                  | PL                      | 5          | 0          | FACup+CdL       | 2+0             | 0               | -                  | -                  | -                  | -           | -           | -           | 7      | 0      |
| Totale Fulham           | Totale Fulham           | Totale Fulham           | 189        | 50         |                 | 23              | 5               |                    | 20                 | 5                  |             | -           | -           | 232    | 60     |
| 2014                    | Seattle Sounders FC     | MLS                     | 26+4       | 15+1       | USOC            | 1               | 1               | -                  | -                  | -                  |             | -           | -           | 31     | 17     |
| 2015                    | Seattle Sounders FC     | MLS                     | 20+3       | 10+2       | USOC            | 1               | 0               | -                  | -                  | -                  |             | -           | -           | 24     | 12     |
| 2016                    | Seattle Sounders FC     | MLS                     | 17         | 8          | USOC            | 0               | 0               | CCL                | 2                  | 2                  |             | -           | -           | 19     | 10     |
| 2017                    | Seattle Sounders FC     | MLS                     | 29+4       | 12+3       | USOC            | 0               | 0               | -                  | -                  | -                  |             | -           | -           | 33     | 15     |
| 2018                    | Seattle Sounders FC     | MLS                     | 14         | 1          | USOC            | 0               | 0               | CCL                | 3                  | 1                  |             | -           | -           | 17     | 2      |
| Totale Seattle Sounders | Totale Seattle Sounders | Totale Seattle Sounders | 115+14     | 47+6       |                 | 2               | 1               |                    | 5                  | 3                  |             | -           | -           | 136    | 57     |
| Totale carriera         | Totale carriera         | Totale carriera         | 418        | 135        |                 | 31              | 9               |                    | 37                 | 10                 |             | -           | -           | 495    | 155    |

### Cronologia presenze e reti in nazionale
| Cronologia completa delle presenze e delle reti in nazionale ― Stati Uniti | Cronologia completa delle presenze e delle reti in nazionale ― Stati Uniti | Cronologia completa delle presenze e delle reti in nazionale ― Stati Uniti | Cronologia completa delle presenze e delle reti in nazionale ― Stati Uniti | Cronologia completa delle presenze e delle reti in nazionale ― Stati Uniti | Cronologia completa delle presenze e delle reti in nazionale ― Stati Uniti | Cronologia completa delle presenze e delle reti in nazionale ― Stati Uniti | Cronologia completa delle presenze e delle reti in nazionale ― Stati Uniti |
| Data                                                                       | Città                                                                      | In casa                                                                    | Risultato                                                                  | Ospiti                                                                     | Competizione                                                               | Reti                                                                       | Note                                                                       |
| -------------------------------------------------------------------------- | -------------------------------------------------------------------------- | -------------------------------------------------------------------------- | -------------------------------------------------------------------------- | -------------------------------------------------------------------------- | -------------------------------------------------------------------------- | -------------------------------------------------------------------------- | -------------------------------------------------------------------------- |
| 17-11-2004                                                                 | Columbus                                                                   | Stati Uniti                                                                | 1 – 1                                                                      | Giamaica                                                                   | Qual. Mondiali 2006                                                        | -                                                                          | 67’                                                                        |
| 9-2-2005                                                                   | Port of Spain                                                              | Trinidad e Tobago                                                          | 1 – 2                                                                      | Stati Uniti                                                                | Qual. Mondiali 2006                                                        | -                                                                          | 66’                                                                        |
| 9-3-2005                                                                   | Los Angeles                                                                | Stati Uniti                                                                | 3 – 0                                                                      | Colombia                                                                   | Amichevole                                                                 | -                                                                          |                                                                            |
| 19-3-2005                                                                  | Albuquerque                                                                | Stati Uniti                                                                | 1 – 0                                                                      | Honduras                                                                   | Amichevole                                                                 | -                                                                          |                                                                            |
| 30-3-2005                                                                  | Birmingham                                                                 | Stati Uniti                                                                | 2 – 0                                                                      | Guatemala                                                                  | Qual. Mondiali 2006                                                        | -                                                                          | 90’ 90+1’                                                                  |
| 28-5-2005                                                                  | East Rutherford                                                            | Stati Uniti                                                                | 1 – 2                                                                      | Inghilterra                                                                | Amichevole                                                                 | 1                                                                          | 89’                                                                        |
| 4-6-2005                                                                   | Salt Lake City                                                             | Stati Uniti                                                                | 3 – 0                                                                      | Costa Rica                                                                 | Qual. Mondiali 2006                                                        | -                                                                          | 86’                                                                        |
| 8-6-2005                                                                   | Panama                                                                     | Panama                                                                     | 0 – 3                                                                      | Stati Uniti                                                                | Qual. Mondiali 2006                                                        | -                                                                          | 63’                                                                        |
| 7-7-2005                                                                   | Seattle                                                                    | Stati Uniti                                                                | 4 – 1                                                                      | Cuba                                                                       | Gold Cup 2005 - 1º turno                                                   | 1                                                                          |                                                                            |
| 12-7-2005                                                                  | Seattle                                                                    | Stati Uniti                                                                | 0 – 0                                                                      | Costa Rica                                                                 | Gold Cup 2005 - 1º turno                                                   | -                                                                          | 78’                                                                        |
| 21-7-2005                                                                  | East Rutherford                                                            | Honduras                                                                   | 1 – 2                                                                      | Stati Uniti                                                                | Gold Cup 2005 - Semifinale                                                 | -                                                                          | 58’                                                                        |
| 24-7-2005                                                                  | East Rutherford                                                            | Stati Uniti                                                                | 0 – 0 dts (3 – 1 dtr)                                                      | Panama                                                                     | Gold Cup 2005 - Finale                                                     | -                                                                          | 84’                                                                        |
| 7-9-2005                                                                   | Città del Guatemala                                                        | Guatemala                                                                  | 0 – 0                                                                      | Stati Uniti                                                                | Qual. Mondiali 2006                                                        | -                                                                          | 87’                                                                        |
| 12-10-2005                                                                 | Washington                                                                 | Stati Uniti                                                                | 2 – 0                                                                      | Panama                                                                     | Qual. Mondiali 2006                                                        | -                                                                          |                                                                            |
| 22-1-2006                                                                  | San Diego                                                                  | Stati Uniti                                                                | 0 – 0                                                                      | Canada                                                                     | Amichevole                                                                 | -                                                                          |                                                                            |
| 29-1-2006                                                                  | Carson                                                                     | Stati Uniti                                                                | 5 – 0                                                                      | Norvegia                                                                   | Amichevole                                                                 | -                                                                          | 70’                                                                        |
| 10-2-2006                                                                  | Washington                                                                 | Stati Uniti                                                                | 3 – 2                                                                      | Giappone                                                                   | Amichevole                                                                 | 1                                                                          | 69’                                                                        |
| 1-3-2006                                                                   | Kaiserslautern                                                             | Stati Uniti                                                                | 1 – 0                                                                      | Polonia                                                                    | Amichevole                                                                 | 1                                                                          | 86’                                                                        |
| 11-4-2006                                                                  | Cary                                                                       | Stati Uniti                                                                | 1 – 1                                                                      | Giamaica                                                                   | Amichevole                                                                 | -                                                                          | 55’                                                                        |
| 23-5-2006                                                                  | Nashville                                                                  | Stati Uniti                                                                | 0 – 1                                                                      | Marocco                                                                    | Amichevole                                                                 | -                                                                          | 74’                                                                        |
| 26-5-2006                                                                  | Cleveland                                                                  | Stati Uniti                                                                | 2 – 0                                                                      | Venezuela                                                                  | Amichevole                                                                 | 1                                                                          |                                                                            |
| 17-6-2006                                                                  | Kaiserslautern                                                             | Italia                                                                     | 1 – 1                                                                      | Stati Uniti                                                                | Mondiali 2006 - 1º Turno                                                   | -                                                                          | 62’                                                                        |
| 22-6-2006                                                                  | Norimberga                                                                 | Ghana                                                                      | 2 – 1                                                                      | Stati Uniti                                                                | Mondiali 2006 - 1º turno                                                   | 1                                                                          |                                                                            |
| 7-2-2007                                                                   | Glendale                                                                   | Stati Uniti                                                                | 2 – 0                                                                      | Messico                                                                    | Amichevole                                                                 | -                                                                          | 77’                                                                        |
| 25-3-2007                                                                  | Tampa                                                                      | Stati Uniti                                                                | 3 – 1                                                                      | Ecuador                                                                    | Amichevole                                                                 | -                                                                          | 80’                                                                        |
| 28-3-2007                                                                  | Frisco                                                                     | Stati Uniti                                                                | 0 – 0                                                                      | Guatemala                                                                  | Amichevole                                                                 | -                                                                          |                                                                            |
| 2-6-2007                                                                   | San Jose                                                                   | Stati Uniti                                                                | 4 – 1                                                                      | Cina                                                                       | Amichevole                                                                 | 1                                                                          |                                                                            |
| 7-6-2007                                                                   | Carson                                                                     | Stati Uniti                                                                | 1 – 0                                                                      | Guatemala                                                                  | Gold Cup 2007 - 1º turno                                                   | 1                                                                          | 61’                                                                        |
| 12-6-2007                                                                  | Foxborough                                                                 | Stati Uniti                                                                | 4 – 0                                                                      | El Salvador                                                                | Gold Cup 2007 - 1º turno                                                   | -                                                                          |                                                                            |
| 16-6-2007                                                                  | Foxborough                                                                 | Stati Uniti                                                                | 2 – 1                                                                      | Panama                                                                     | Gold Cup 2007 - Quarti di finale                                           | -                                                                          | 84’                                                                        |
| 21-6-2007                                                                  | Chicago                                                                    | Canada                                                                     | 1 – 2                                                                      | Stati Uniti                                                                | Gold Cup 2007 - Semifinale                                                 | -                                                                          | 88’                                                                        |
| 24-6-2007                                                                  | Chicago                                                                    | Stati Uniti                                                                | 2 – 1                                                                      | Messico                                                                    | Gold Cup 2007 - Finale                                                     | -                                                                          | 68’                                                                        |
| 22-8-2007                                                                  | Göteborg                                                                   | Svezia                                                                     | 1 – 0                                                                      | Stati Uniti                                                                | Amichevole                                                                 | -                                                                          | 85’                                                                        |
| 9-9-2007                                                                   | Chicago                                                                    | Stati Uniti                                                                | 2 – 4                                                                      | Brasile                                                                    | Amichevole                                                                 | 1                                                                          |                                                                            |
| 17-10-2007                                                                 | Basilea                                                                    | Svizzera                                                                   | 0 – 1                                                                      | Stati Uniti                                                                | Amichevole                                                                 | -                                                                          | 90’                                                                        |
| 17-11-2007                                                                 | Johannesburg                                                               | Sudafrica                                                                  | 0 – 1                                                                      | Stati Uniti                                                                | Amichevole                                                                 | -                                                                          | 65’                                                                        |
| 6-2-2008                                                                   | Houston                                                                    | Stati Uniti                                                                | 2 – 2                                                                      | Messico                                                                    | Amichevole                                                                 | -                                                                          | 63’                                                                        |
| 26-3-2008                                                                  | Chorzów                                                                    | Polonia                                                                    | 0 – 3                                                                      | Stati Uniti                                                                | Amichevole                                                                 | -                                                                          |                                                                            |
| 28-3-2008                                                                  | Londra                                                                     | Inghilterra                                                                | 2 – 0                                                                      | Stati Uniti                                                                | Amichevole                                                                 | -                                                                          |                                                                            |
| 4-6-2008                                                                   | Santander                                                                  | Spagna                                                                     | 1 – 0                                                                      | Stati Uniti                                                                | Amichevole                                                                 | -                                                                          | 86’                                                                        |
| 8-6-2008                                                                   | East Rutherford                                                            | Stati Uniti                                                                | 0 – 0                                                                      | Argentina                                                                  | Amichevole                                                                 | -                                                                          | 61’                                                                        |
| 15-6-2008                                                                  | Carson                                                                     | Stati Uniti                                                                | 8 – 0                                                                      | Barbados                                                                   | Qual. Mondiali 2010                                                        | 2                                                                          | 71’                                                                        |
| 20-8-2008                                                                  | Città del Guatemala                                                        | Guatemala                                                                  | 0 – 1                                                                      | Stati Uniti                                                                | Qual. Mondiali 2010                                                        | -                                                                          | 28’ 66’                                                                    |
| 6-9-2008                                                                   | L'Avana                                                                    | Cuba                                                                       | 0 – 1                                                                      | Stati Uniti                                                                | Qual. Mondiali 2010                                                        | 1                                                                          | 75’                                                                        |
| 10-9-2008                                                                  | Bridgeview                                                                 | Stati Uniti                                                                | 3 – 0                                                                      | Trinidad e Tobago                                                          | Qual. Mondiali 2010                                                        | 1                                                                          | 78’                                                                        |
| 11-10-2008                                                                 | Washington                                                                 | Stati Uniti                                                                | 6 – 1                                                                      | Cuba                                                                       | Qual. Mondiali 2010                                                        | -                                                                          |                                                                            |
| 11-2-2009                                                                  | Columbus                                                                   | Stati Uniti                                                                | 2 – 0                                                                      | Messico                                                                    | Qual. Mondiali 2010                                                        | -                                                                          |                                                                            |
| 28-3-2009                                                                  | San Salvador                                                               | El Salvador                                                                | 2 – 2                                                                      | Stati Uniti                                                                | Qual. Mondiali 2010                                                        | -                                                                          |                                                                            |
| 1-4-2009                                                                   | Nashville                                                                  | Stati Uniti                                                                | 3 – 0                                                                      | Trinidad e Tobago                                                          | Qual. Mondiali 2010                                                        | -                                                                          | 81’                                                                        |
| 3-6-2009                                                                   | San José                                                                   | Costa Rica                                                                 | 3 – 1                                                                      | Stati Uniti                                                                | Qual. Mondiali 2010                                                        | -                                                                          | 80’                                                                        |
| 6-6-2009                                                                   | Chicago                                                                    | Stati Uniti                                                                | 2 – 1                                                                      | Honduras                                                                   | Qual. Mondiali 2010                                                        | -                                                                          |                                                                            |
| 15-6-2009                                                                  | Pretoria                                                                   | Stati Uniti                                                                | 1 – 3                                                                      | Italia                                                                     | Conf. Cup 2009 - 1º turno                                                  | -                                                                          |                                                                            |
| 18-6-2009                                                                  | Pretoria                                                                   | Stati Uniti                                                                | 0 – 3                                                                      | Brasile                                                                    | Conf. Cup 2009 - 1º turno                                                  | -                                                                          |                                                                            |
| 21-6-2009                                                                  | Rustenburg                                                                 | Egitto                                                                     | 0 – 3                                                                      | Stati Uniti                                                                | Conf. Cup 2009 - 1º turno                                                  | 1                                                                          |                                                                            |
| 24-6-2009                                                                  | Bloemfontein                                                               | Spagna                                                                     | 0 – 2                                                                      | Stati Uniti                                                                | Conf. Cup 2009 - Semifinale                                                | 1                                                                          | 88’                                                                        |
| 28-6-2009                                                                  | Johannesburg                                                               | Stati Uniti                                                                | 2 – 3                                                                      | Brasile                                                                    | Conf. Cup 2009 - Finale                                                    | 1                                                                          |                                                                            |
| 12-8-2009                                                                  | Città del Messico                                                          | Messico                                                                    | 2 – 1                                                                      | Stati Uniti                                                                | Qual. Mondiali 2010                                                        | -                                                                          |                                                                            |
| 5-9-2009                                                                   | Sandy                                                                      | Stati Uniti                                                                | 2 – 1                                                                      | El Salvador                                                                | Qual. Mondiali 2010                                                        | 1                                                                          |                                                                            |
| 9-9-2009                                                                   | Port of Spain                                                              | Trinidad e Tobago                                                          | 0 – 1                                                                      | Stati Uniti                                                                | Qual. Mondiali 2010                                                        | -                                                                          | 81’                                                                        |
| 14-11-2009                                                                 | Bratislava                                                                 | Slovacchia                                                                 | 1 – 0                                                                      | Stati Uniti                                                                | Amichevole                                                                 | -                                                                          | 72’                                                                        |
| 29-5-2010                                                                  | Filadelfia                                                                 | Stati Uniti                                                                | 2 – 1                                                                      | Turchia                                                                    | Amichevole                                                                 | 1                                                                          |                                                                            |
| 5-6-2010                                                                   | Rustenburg                                                                 | Stati Uniti                                                                | 3 – 1                                                                      | Australia                                                                  | Amichevole                                                                 | -                                                                          | 37’ 82’                                                                    |
| 12-6-2010                                                                  | Rustenburg                                                                 | Inghilterra                                                                | 1 – 1                                                                      | Stati Uniti                                                                | Mondiali 2010 - 1º turno                                                   | 1                                                                          |                                                                            |
| 18-6-2010                                                                  | Johannesburg                                                               | Slovenia                                                                   | 2 – 2                                                                      | Stati Uniti                                                                | Mondiali 2010 - 1º turno                                                   | -                                                                          |                                                                            |
| 23-6-2010                                                                  | Pretoria                                                                   | Stati Uniti                                                                | 1 – 0                                                                      | Algeria                                                                    | Mondiali 2010 - 1º turno                                                   | -                                                                          |                                                                            |
| 26-6-2010                                                                  | Rustenburg                                                                 | Stati Uniti                                                                | 1 – 2 dts                                                                  | Ghana                                                                      | Mondiali 2010 - Ottavi di finale                                           | -                                                                          |                                                                            |
| 9-10-2010                                                                  | Chicago                                                                    | Stati Uniti                                                                | 2 – 2                                                                      | Polonia                                                                    | Amichevole                                                                 | -                                                                          |                                                                            |
| 12-10-2010                                                                 | Chester                                                                    | Stati Uniti                                                                | 0 – 0                                                                      | Colombia                                                                   | Amichevole                                                                 | -                                                                          | 46’                                                                        |
| 26-3-2011                                                                  | East Rutherford                                                            | Stati Uniti                                                                | 1 – 1                                                                      | Argentina                                                                  | Amichevole                                                                 | -                                                                          |                                                                            |
| 29-3-2011                                                                  | Nashville                                                                  | Stati Uniti                                                                | 0 – 1                                                                      | Paraguay                                                                   | Amichevole                                                                 | -                                                                          |                                                                            |
| 4-6-2011                                                                   | Foxborough                                                                 | Stati Uniti                                                                | 0 – 4                                                                      | Spagna                                                                     | Amichevole                                                                 | -                                                                          | 46’                                                                        |
| 7-6-2011                                                                   | Detroit                                                                    | Stati Uniti                                                                | 2 – 0                                                                      | Canada                                                                     | Gold Cup 2011 - 1º turno                                                   | 1                                                                          |                                                                            |
| 11-6-2011                                                                  | Tampa                                                                      | Stati Uniti                                                                | 1 – 2                                                                      | Panama                                                                     | Gold Cup 2011 - 1º turno                                                   | -                                                                          |                                                                            |
| 14-6-2011                                                                  | Kansas City                                                                | Stati Uniti                                                                | 1 – 0                                                                      | Guadalupa                                                                  | Gold Cup 2011 - 1º turno                                                   | -                                                                          |                                                                            |
| 19-6-2011                                                                  | Washington                                                                 | Stati Uniti                                                                | 2 – 0                                                                      | Giamaica                                                                   | Gold Cup 2011 - Quarti di finale                                           | 1                                                                          |                                                                            |
| 22-6-2011                                                                  | Houston                                                                    | Stati Uniti                                                                | 1 – 0                                                                      | Panama                                                                     | Gold Cup 2011 - Semifinale                                                 | 1                                                                          |                                                                            |
| 25-6-2011                                                                  | Pasadena                                                                   | Stati Uniti                                                                | 2 – 4                                                                      | Messico                                                                    | Gold Cup 2011 - Finale                                                     | -                                                                          | 87’                                                                        |
| 6-9-2011                                                                   | Bruxelles                                                                  | Belgio                                                                     | 1 – 0                                                                      | Stati Uniti                                                                | Amichevole                                                                 | -                                                                          |                                                                            |
| 8-10-2011                                                                  | Miami Gardens                                                              | Stati Uniti                                                                | 1 – 0                                                                      | Honduras                                                                   | Amichevole                                                                 | 1                                                                          |                                                                            |
| 11-10-2011                                                                 | Harrison                                                                   | Stati Uniti                                                                | 0 – 1                                                                      | Ecuador                                                                    | Amichevole                                                                 | -                                                                          |                                                                            |
| 11-11-2011                                                                 | Montpellier                                                                | Francia                                                                    | 1 – 0                                                                      | Stati Uniti                                                                | Amichevole                                                                 | -                                                                          |                                                                            |
| 15-11-2011                                                                 | Lubiana                                                                    | Slovenia                                                                   | 2 – 3                                                                      | Stati Uniti                                                                | Amichevole                                                                 | 1                                                                          |                                                                            |
| 29-2-2012                                                                  | Genova                                                                     | Italia                                                                     | 0 – 1                                                                      | Stati Uniti                                                                | Amichevole                                                                 | 1                                                                          | 90+3’                                                                      |
| 30-5-2012                                                                  | East Rutherford                                                            | Stati Uniti                                                                | 1 – 4                                                                      | Brasile                                                                    | Amichevole                                                                 | -                                                                          | 56’                                                                        |
| 3-6-2012                                                                   | Toronto                                                                    | Canada                                                                     | 0 – 0                                                                      | Stati Uniti                                                                | Amichevole                                                                 | -                                                                          |                                                                            |
| 8-6-2012                                                                   | Tampa                                                                      | Stati Uniti                                                                | 3 – 1                                                                      | Antigua e Barbuda                                                          | Qual. Mondiali 2014                                                        | 1                                                                          |                                                                            |
| 12-6-2012                                                                  | Città del Guatemala                                                        | Guatemala                                                                  | 1 – 1                                                                      | Stati Uniti                                                                | Qual. Mondiali 2014                                                        | 1                                                                          | 90’                                                                        |
| 7-9-2012                                                                   | Kingston                                                                   | Giamaica                                                                   | 2 – 1                                                                      | Stati Uniti                                                                | Qual. Mondiali 2014                                                        | 1                                                                          |                                                                            |
| 11-9-2012                                                                  | Columbus                                                                   | Stati Uniti                                                                | 1 – 0                                                                      | Giamaica                                                                   | Qual. Mondiali 2014                                                        | -                                                                          |                                                                            |
| 12-10-2012                                                                 | Saint John's                                                               | Antigua e Barbuda                                                          | 1 – 2                                                                      | Stati Uniti                                                                | Qual. Mondiali 2014                                                        | -                                                                          |                                                                            |
| 16-10-2012                                                                 | Kansas City                                                                | Stati Uniti                                                                | 3 – 1                                                                      | Guatemala                                                                  | Qual. Mondiali 2014                                                        | 2                                                                          | 90+2’                                                                      |
| 6-2-2013                                                                   | San Pedro Sula                                                             | Honduras                                                                   | 2 – 1                                                                      | Stati Uniti                                                                | Qual. Mondiali 2014                                                        | 1                                                                          |                                                                            |
| 22-3-2013                                                                  | Denver                                                                     | Stati Uniti                                                                | 1 – 0                                                                      | Costa Rica                                                                 | Qual. Mondiali 2014                                                        | 1                                                                          |                                                                            |
| 26-3-2013                                                                  | Città del Messico                                                          | Messico                                                                    | 0 – 0                                                                      | Stati Uniti                                                                | Qual. Mondiali 2014                                                        | -                                                                          |                                                                            |
| 30-5-2013                                                                  | Cleveland                                                                  | Stati Uniti                                                                | 2 – 4                                                                      | Belgio                                                                     | Amichevole                                                                 | 1                                                                          |                                                                            |
| 2-6-2013                                                                   | Washington                                                                 | Stati Uniti                                                                | 4 – 3                                                                      | Germania                                                                   | Amichevole                                                                 | 2                                                                          |                                                                            |
| 7-6-2013                                                                   | Kingston                                                                   | Giamaica                                                                   | 1 – 2                                                                      | Stati Uniti                                                                | Qual. Mondiali 2014                                                        | -                                                                          |                                                                            |
| 11-6-2013                                                                  | Seattle                                                                    | Stati Uniti                                                                | 2 – 0                                                                      | Panama                                                                     | Qual. Mondiali 2014                                                        | -                                                                          |                                                                            |
| 18-6-2013                                                                  | Sandy                                                                      | Stati Uniti                                                                | 1 – 0                                                                      | Honduras                                                                   | Qual. Mondiali 2014                                                        | -                                                                          |                                                                            |
| 6-9-2013                                                                   | San José                                                                   | Costa Rica                                                                 | 3 – 1                                                                      | Stati Uniti                                                                | Qual. Mondiali 2014                                                        | 1                                                                          | 89’                                                                        |
| 10-9-2013                                                                  | Columbus                                                                   | Stati Uniti                                                                | 2 – 0                                                                      | Messico                                                                    | Qual. Mondiali 2014                                                        | -                                                                          |                                                                            |
| 5-3-2014                                                                   | Larnaca                                                                    | Ucraina                                                                    | 2 – 0                                                                      | Stati Uniti                                                                | Amichevole                                                                 | -                                                                          | 84’                                                                        |
| 2-4-2014                                                                   | Glendale                                                                   | Stati Uniti                                                                | 2 – 2                                                                      | Messico                                                                    | Amichevole                                                                 | -                                                                          |                                                                            |
| 1-6-2014                                                                   | Harrison                                                                   | Stati Uniti                                                                | 2 – 1                                                                      | Turchia                                                                    | Amichevole                                                                 | 1                                                                          |                                                                            |
| 7-6-2014                                                                   | Jacksonville                                                               | Stati Uniti                                                                | 2 – 1                                                                      | Nigeria                                                                    | Amichevole                                                                 | -                                                                          | 88’                                                                        |
| 16-6-2014                                                                  | Natal                                                                      | Ghana                                                                      | 1 – 2                                                                      | Stati Uniti                                                                | Mondiali 2014 - 1º turno                                                   | 1                                                                          |                                                                            |
| 22-6-2014                                                                  | Manaus                                                                     | Stati Uniti                                                                | 2 – 2                                                                      | Portogallo                                                                 | Mondiali 2014 - 1º turno                                                   | 1                                                                          | 87’                                                                        |
| 26-6-2014                                                                  | Recife                                                                     | Stati Uniti                                                                | 0 – 1                                                                      | Germania                                                                   | Mondiali 2014 - 1º turno                                                   | -                                                                          |                                                                            |
| 1-7-2014                                                                   | Salvador                                                                   | Belgio                                                                     | 2 – 1 dts                                                                  | Stati Uniti                                                                | Mondiali 2014 - Ottavi di finale                                           | -                                                                          |                                                                            |
| 14-10-2014                                                                 | Boca Raton                                                                 | Stati Uniti                                                                | 1 – 1                                                                      | Honduras                                                                   | Amichevole                                                                 | -                                                                          | 64’                                                                        |
| 28-1-2015                                                                  | Rancagua                                                                   | Cile                                                                       | 3 – 2                                                                      | Stati Uniti                                                                | Amichevole                                                                 | -                                                                          | 68’                                                                        |
| 8-2-2015                                                                   | Carson                                                                     | Stati Uniti                                                                | 2 – 0                                                                      | Panama                                                                     | Amichevole                                                                 | 1                                                                          | 70’                                                                        |
| 3-7-2015                                                                   | Nashville                                                                  | Stati Uniti                                                                | 4 – 0                                                                      | Guatemala                                                                  | Amichevole                                                                 | 1                                                                          |                                                                            |
| 7-7-2015                                                                   | Frisco                                                                     | Stati Uniti                                                                | 2 – 1                                                                      | Honduras                                                                   | Gold Cup 2015 - 1º turno                                                   | 2                                                                          |                                                                            |
| 10-7-2015                                                                  | Foxborough                                                                 | Stati Uniti                                                                | 1 – 0                                                                      | Haiti                                                                      | Gold Cup 2015 - 1º turno                                                   | 1                                                                          |                                                                            |
| 13-7-2015                                                                  | Kansas City                                                                | Stati Uniti                                                                | 1 – 1                                                                      | Panama                                                                     | Gold Cup 2015 - 1º turno                                                   | -                                                                          | 46’                                                                        |
| 18-7-2015                                                                  | Baltimora                                                                  | Stati Uniti                                                                | 6 – 0                                                                      | Cuba                                                                       | Gold Cup 2015 - Quarti di finale                                           | 3                                                                          |                                                                            |
| 22-7-2015                                                                  | Atlanta                                                                    | Stati Uniti                                                                | 1 – 2                                                                      | Giamaica                                                                   | Gold Cup 2015 - Semifinale                                                 | -                                                                          |                                                                            |
| 25-7-2015                                                                  | Chester                                                                    | Stati Uniti                                                                | 1 – 1 dts (2 – 3 dtr)                                                      | Panama                                                                     | Gold Cup 2015 - Finale 3º posto                                            | 1                                                                          | 60’                                                                        |
| 10-10-2015                                                                 | Pasadena                                                                   | Stati Uniti                                                                | 2 – 3                                                                      | Messico                                                                    | Amichevole                                                                 | -                                                                          |                                                                            |
| 25-3-2016                                                                  | Città del Guatemala                                                        | Guatemala                                                                  | 2 – 0                                                                      | Stati Uniti                                                                | Qual. Mondiali 2018                                                        | -                                                                          |                                                                            |
| 29-3-2016                                                                  | Columbus                                                                   | Stati Uniti                                                                | 4 – 0                                                                      | Guatemala                                                                  | Qual. Mondiali 2018                                                        | 1                                                                          |                                                                            |
| 25-5-2016                                                                  | Frisco                                                                     | Stati Uniti                                                                | 1 – 0                                                                      | Ecuador                                                                    | Amichevole                                                                 | -                                                                          | 64’                                                                        |
| 28-5-2016                                                                  | Kansas City                                                                | Stati Uniti                                                                | 4 – 0                                                                      | Bolivia                                                                    | Amichevole                                                                 | -                                                                          | 73’                                                                        |
| 3-6-2016                                                                   | Santa Clara                                                                | Stati Uniti                                                                | 0 – 2                                                                      | Colombia                                                                   | Coppa America Centenario - 1º turno                                        | -                                                                          |                                                                            |
| 7-6-2016                                                                   | Chicago                                                                    | Stati Uniti                                                                | 4 – 0                                                                      | Costa Rica                                                                 | Coppa America Centenario - 1º turno                                        | 1                                                                          | 78’                                                                        |
| 11-6-2016                                                                  | Filadelfia                                                                 | Stati Uniti                                                                | 1 – 0                                                                      | Paraguay                                                                   | Coppa America Centenario - 1º turno                                        | 1                                                                          | 50’                                                                        |
| 16-6-2016                                                                  | Seattle                                                                    | Stati Uniti                                                                | 2 – 1                                                                      | Ecuador                                                                    | Coppa America Centenario - Quarti di finale                                | 1                                                                          | 74’                                                                        |
| 21-6-2016                                                                  | Houston                                                                    | Stati Uniti                                                                | 0 – 4                                                                      | Argentina                                                                  | Coppa America Centenario - Semifinale                                      | -                                                                          | 78’                                                                        |
| 25-6-2016                                                                  | Glendale                                                                   | Stati Uniti                                                                | 0 – 1                                                                      | Colombia                                                                   | Coppa America Centenario - Finale 3º posto                                 | -                                                                          |                                                                            |
| 24-3-2017                                                                  | San Jose                                                                   | Stati Uniti                                                                | 6 – 0                                                                      | Honduras                                                                   | Qual. Mondiali 2018                                                        | 3                                                                          |                                                                            |
| 28-3-2017                                                                  | Panama                                                                     | Panama                                                                     | 1 – 1                                                                      | Stati Uniti                                                                | Qual. Mondiali 2018                                                        | 1                                                                          |                                                                            |
| 3-6-2017                                                                   | Sandy                                                                      | Stati Uniti                                                                | 1 – 1                                                                      | Venezuela                                                                  | Amichevole                                                                 | -                                                                          |                                                                            |
| 8-6-2017                                                                   | Denver                                                                     | Stati Uniti                                                                | 2 – 0                                                                      | Trinidad e Tobago                                                          | Qual. Mondiali 2018                                                        | -                                                                          |                                                                            |
| 19-7-2017                                                                  | Filadelfia                                                                 | Stati Uniti                                                                | 2 – 0                                                                      | El Salvador                                                                | Gold Cup 2017 - Quarti di finale                                           | -                                                                          |                                                                            |
| 22-7-2017                                                                  | Arlington                                                                  | Stati Uniti                                                                | 2 – 0                                                                      | Costa Rica                                                                 | Gold Cup 2017 - Semifinale                                                 | 1                                                                          | 66’                                                                        |
| 26-7-2017                                                                  | Santa Clara                                                                | Stati Uniti                                                                | 2 – 1                                                                      | Giamaica                                                                   | Gold Cup 2017 - Finale                                                     | -                                                                          | 55’                                                                        |
| 2-9-2017                                                                   | Harrison                                                                   | Stati Uniti                                                                | 0 – 2                                                                      | Costa Rica                                                                 | Qual. Mondiali 2018                                                        | -                                                                          | 65’ 90’                                                                    |
| 5-9-2017                                                                   | San Pedro Sula                                                             | Honduras                                                                   | 1 – 1                                                                      | Stati Uniti                                                                | Qual. Mondiali 2018                                                        | -                                                                          |                                                                            |
| 7-10-2017                                                                  | Orlando                                                                    | Stati Uniti                                                                | 4 – 0                                                                      | Panama                                                                     | Qual. Mondiali 2018                                                        | -                                                                          | 71’                                                                        |
| 11-10-2017                                                                 | Couva                                                                      | Trinidad e Tobago                                                          | 2 – 1                                                                      | Stati Uniti                                                                | Qual. Mondiali 2018                                                        | -                                                                          | 46’                                                                        |
| Totale                                                                     |                                                                            | Presenze (4º posto)                                                        | 141                                                                        |                                                                            | Reti (1º posto)                                                            | 57                                                                         |                                                                            |

## Palmarès

### Club
- U.S. Open Cup: 1

Seattle Sounders: 2014
- MLS Supporters' Shield: 1

Seattle Sounders: 2014
- Campionato MLS: 1

Seattle Sounders: 2016

### Nazionale
- Gold Cup: 3

2005, 2007, 2017

### Individuale
- MLS Rookie of the Year Award: 1

2004
- Honda Player of the Year: 2

2006, 2011
- MLS Best XI: 2

2005, 2006
- U.S. Soccer Athlete of the Year: 3

2007, 2011, 2012
- FIFA Confederations Cup Pallone di Bronzo: 1

2009
- Capocannoniere della CONCACAF Gold Cup: 1

2015 (7 gol)
- MLS Comeback Player of the Year Award: 1

2017
- Squadra maschile CONCACAF del decennio 2011-2020 IFFHS: 1

2020